# Montfaucon-en-Velay
Montfaucon-en-Velay – miejscowość i gmina we Francji, w regionie Owernia-Rodan-Alpy, w departamencie Górna Loara.
Według danych na rok 1990 gminę zamieszkiwało 1381 osób, a gęstość zaludnienia wynosiła 277 osób/km² (wśród 1310 gmin Owernii Montfaucon-en-Velay plasuje się na 155. miejscu pod względem liczby ludności, natomiast pod względem powierzchni na miejscu 982.).